# Minute Physics
Minute Physics est une chaîne sur YouTube de vulgarisation scientifique de la physique créée par Henry Reich. 
La chaîne présente des vidéos à l'aide d'illustrations simples présentées en accéléré d'une durée avoisinant généralement la minute,.
La plus populaire des vidéos est celle concernant le Chat de Schrödinger, visionnée 2,2 millions de fois en octobre 2012,. Une autre vidéo populaire est celle où il est expliqué pourquoi le rose n'est pas une « vraie » couleur.
Minute Physics a déjà collaboré avec la chaîne Vsauce ainsi qu'avec Neil Turok, directeur de l'Institut Périmètre de physique théorique.